# طبقه برنده
طبقه برنده (به انگلیسی: Cutting Class) یک فیلم آمریکایی در سبک کمدی سیاه و فیلم ترسناک محصول سال ۱۹۸۹ با بازی دوناوان لیچ، جیل شولن، برد پیت، رادی مک‌داول، و مارتین مول. این اولین نقش مهم برد پیت در سینما بود.
این فیلم در ۱۷ ژوئیه ۱۹۸۹ توسط ریپابلیک پیکچرز به صورت فیلم ویدئویی منتشر شد.